# Титаренко Надія Калістратівна
Наді́я Калістра́тівна Титаре́нко (5 (18) квітня 1903, с. Македони — 26 січня 1976, м. Київ) — українська радянська театральна акторка. Заслужена артистка УРСР. Учениця театрального режисера Леся Курбаса. Дружина українського театрального режисера Володимира Скляренка-старшого.

## Життєпис
Надія Титаренко народилася в селі Македони на Київщині. Незабаром родина переїхала до Білої Церкви. Батько працював у міській гімназії, викладав російську та українську словесність. Мати займалася вихованням дітей — їх в родині було четверо. До родини Титаренків друзі та сусіди часто збиралися на музичні й театральні вечори — незмінний атрибут побуту тогочасної інтелігенції. Всі діти успішно закінчили гімназію, зналися на музиці, добре співали. 
Ще під час навчання в гімназії до неї звернувся з досить незвичним проханням один із співробітників Київського драматичного театру («Кийдрамте»). Цей мандрівний колектив був організований Лесем Курбасом, щоб у голодні 1920-1921 роки зберегти ядро «Молодого театру», своїх акторів-однодумців. Мандри заради життя тривали цілих два роки. Під час гастролів у Білій Церкві для вистави потрібна була шкільна форма. Тоді співробітник театру прийшовши до гімназії звернувся до однієї з учениць з проханням позичити гімназичне вбрання на деякий час, натомість запропонував їй відвідати одну з їхніх вистав. Надія Титаренко погодилась, але подивилась не одну виставу, а майже всі, які показував театр. Мистецтво театру вже було знайоме дівчині, але такі яскраві враження від театральної вистави вона мала вперше.
1921 року «Кийдрамте» знову і на тривалий час приїздить з гастролями до Білої Церкви, і тоді Титаренко вступає до театральної студії, а навчання завершує вже у Києві, куди Лесь Курбас з трупою повернувся восени того ж року. 
В березні 1922 року був заснований театр-студія «Березіль», а прем'єра першої вистави театру Курбаса відбулася лише восени того року. І вже у прем'єрній виставі «Жовтень» одну зі своїх дебютних ролей виконала Надія Титаренко.
Після вдалого дебюту молода акторка багато грає. Спочатку це невеликі ролі в програмному репертуарі «Березоля»: робітниці у виставах «Газ» та «Рур», сестра-жалібниця у «Джіммі Гіґґінсі», одне зі «слів поета» у легендарних «Гайдамаках». Але вже з 1924 року Курбас надає сцену «Березоля» для самостійних постановок своїм учням — талановитим молодим режисерам. Фавст Лопатинський, Павло Береза-Кудрицький, Януарій Бортник, Борис Тягно, Гнат Ігнатович, Василь Василько, Лесь Дубовик, Володимир Скляренко — усі вони охоче працювали з Надією Титаренко, даючи їй разнопланові та різноманітні ролі у своїх виставах. 
Так, 1924 року зіграла роль американської журналістки Руфі Арнольдс у виставі «Секретар профспілки» за Е. Сінклером (режисер Б. Тягно). 1925 року у постановці комедії М. Старицького «За двома зайцями» (режисер В. Василько) Надія Титаренко зіграла роль Галі. У спектаклі «Жакерія» за твором П. Меріме, поставленому Б. Тягном того ж року, вона вийшла на сцену в ролі хлопчика Конрада, сина барона Д’Апремона. Того ж року Павло Береза-Кудрицький розпочав роботу над постановкою «Комуни в степах», а Януарій Бортник — над постановкою «97». Прем’єрою першої вистави розпочався березільський сезон 1925–1926 років; прем’єра другої з творчих причин не відбулася. У «Комуні в степах» вона грає наймичку Мотроньку, а у виставі «97» втілює образ Параски.
В Києві у 1926 році відбулася прем’єра п’єси-сатири на непівське міщанство «Шпана», створеної театром у співдружності з драматургом В. Ярошенком (режисер Я. Бортник), у якій Титаренко зіграла одразу кілька ролей, зокрема, Буржуазії. 
Надія Титаренко вирізнялася гарною зовнішністю, поетичністю. Режисери стали використовувати її жіночність як необхідну складову характеристики персонажки. Така її Зося з вистави «Сава Чалий» за І. Карпенком-Карим (режисер Ф. Лопатинський, 1927 рік) — витончена, ніжна, спокуслива. Це заради неї Сава, роль якого зіграв актор О. Сердюк, людина вольова і сильна, зраджує свій народ. 
1927 року на запрошення Курбаса до Харкова приїздить режисер В.Інкіжинов, який з успіхом працював в театрі В. Меєргольда у Москві. На сцені «Березоля» він здійснив кілька постановок. Найцікавішою з яких була «Мікадо» за А. Саллівеном, де у головній ролі — фаворитки мікадо красуні Юм-Юм виступила Надія Титаренко. Титаренко була єдиною виконавицею цієї ролі, аж поки наприкінці 1932 року з поважних причин не вибула з активного театрального процесу. Юм-Юм стала візитівкою та безсумнівним успіхом акторки. Так вона стає однією з провідних акторок провідного українського театру. 
Ще 1926 року до режисерської групи театру було зараховано Володимира Скляренка, випускника Київського муздрамінституту ім. М. Лисенка і одразу молодого режисера-лаборанта Курбас залучає до серйозної роботи — постановки «Пролог», присвяченої подіям революції 1905 року. 1929 року Надія Титаренко зіграла у виставі «режисера-вундеркінда» В. Скляренка «Алло, на хвилі 477». Вистава вийшла динамічною, дотепною, але за її легкістю і невимушеністю стояла велика режисерська й акторська праця. Скляренко виступав у спектаклі також як актор, деякі сцени з Надією Титаренко вони грали разом. Можливо, саме захоплююча спільна робота зблизила молодих людей, і через деякий час вони одружилися. Надії задля цього довелося розлучитися з першим чоловіком, режисером Гнатом Ігнатовичем.
Після переїзду театру до Харкова і знайомства з Миколою Кулішем Лесь Курбас особисто береться за постановку його п’єс. Так, навесні 1928 року відбулася прем’єра вистави «Народний Малахій», де роль Надії Титаренко була однією з найбільш гротескових у виставі — вона грала мадам Аполінару, хазяйку борделю. У виставі «Мина Мазайло», поставленій Л. Курбасом навесні наступного, 1929 року, Надія Титаренко грає роль дочки головного героя — амбітної харківської міщанки Рини (Мокрини) Мазайло. 
Титаренко грала у всіх п’єсах Куліша, поставлених на березільській сцені, за винятком останньої — «Маклени Граси», оскільки наприкінці жовтня 1932 року Надія Титаренко народила двійнят Інну та Інгу. Ця подія стала сенсацією у театральному житті Харкова — акторка а зеніті сценічної слави на невизначений час залишає сцену заради сім’ї. До театру вона повернулася тільки наприкінці того ж року, коли фатальні події вже відбулися — прем’єра нової вистави заборонена, Леся Курбаса усунуто від керівництва «Березолем» та звільнено з роботи, а незабаром — заарештовано. 
Театр «Березіль» (згодом — Харківський театр ім. Т. Шевченка) очолив актор та режисер Мар’ян Крушельницький. Тоді з театру йде значна частина творчого складу — когось було заарештовано, когось звільнено, хтось пішов сам. Колективу фактично не існує. Надія Титаренко повертається до театру, прагне відновлення акторської роботи та нових ролей. Ролі з’являються, і 1934 року Надія зіграла одну з головних ролей у постановці режисера Г. Ігнатовича — у виставі «Смерть леді Грей» за С. Голованівським. А наприкінці того ж року Надія у виставі «Східний батальйон» братів Тур та І. Прута у постановці В. Скляренка зіграла роль Жермени, нареченої французького солдата Мажероля, у виконанні актора А. Бучми. Хоча вистава пройшла з успіхом, ця роль стала останньою для Титаренко на сцені рідного театру. 
1935 року Надія Титаренко почала працювати в Харківському Державному театрі Революції. Незабаром Володимир Скляренко також покинув рідну сцену, став головним режисером Харківського ТЮГу. 1939 року в родині Титаренко народила сина Володимира. А коли почалася війна, в евакуацію родина виїздила з колективом ТЮГу. 1944 року українські театри вертаються додому. Харківський ТЮГ на чолі з головним режисером В. Скляренком був реевакуйований до Львова. 
Навесні 1946 року Львівський ТЮГ «оселився» у приміщенні колишнього єврейського театру, і почалася робота над новим репертуаром. Першою прем’єрою у Львові стала комедія «Лихо від розуму» О. Грибоєдова у постановці В. Скляренка, у якій головні ролі виконали Надія Титаренко (Софія) та Ярослав Геляс (Чацький). Того ж року тут відбулася ще одна гучна прем’єра — «Тарас Шевченко» Ю. Костюка. У цій виставі Надія Титаренко виступила в образі акторки-кріпачки Оксани Обеременко. Акторська робота Н. Титаренко не лишилися непоміченими і наприкінці року акторці було присвоєно звання заслуженої артистки УРСР. 
Вона знову багато грає та є провідною акторкою театру. Ролі цікаві, переважно головні — Софія у п’єсі М. Горького «Останні», Оксана у «Загибелі ескадри» О. Корнійчука, Софія у «Безталанній» І. Карпенка-Карого. На жаль, цей творчий злет виявився останнім в її акторській кар’єрі. 1947 року Володимир Скляренко стає головним режисером Львівського театру опери та балету. Це у значній мірі позначається на акторській долі Надії Титаренко — у розквіті сил і таланту вона була змушена залишити театр. 
1952 року, коли родина повертається до Харкова, де Володимир Скляренко стає головним режисером Театру опери і балету. Надія Титаренко мріє знову вийти на рідну сцену, але у Харківському академічному драматичному театрі ім. Т. Шевченка місця для неї не знайшлося. 
1954 року Скляренка запрошують до Театру опери і балету ім. Т. Шевченка і він разом з сім’єю переїздить до Києва. Для нього розпочинається період стабільної режисерської та педагогічної праці, а для його дружини цей період позначений повним крахом сподівань на повернення до акторської роботи. 
Надія Титаренко пробує свої сили в кіно. Свою дебютну роль в кіно Н. Титаренко отримала у 1957 році. Це була роль матері Тараса Голоти (актор М. Єгоров) в кінострічці «Правда» режисера В. Добровольського, що знімалася на київській кіностудії ім. О. Довженка. 1962 року там же на київській кіностудії ім. О. Довженка вона знімається в невеликій ролі в кінострічці «У мертвій петлі» режисера М. Ільїнського. Титаренко зіграла матір льотчика Сергія Уточкіна (актор О. Стриженов). Акторка мріє створити моноспектакль, але філармонія також не дуже зацікавилася пропозицією. 
Останні роки життя Надії Титаренко були позначені хворобами, депресією, травмами. Вона пережила інсульт і три інфаркти, останній з яких у січні 1976 став для неї фатальним. 26 січня 1976 року померла.